# Massospora spinosa
Massospora spinosa är en svampart som beskrevs av Cif., A.A. Machado & Vittal 1956. Massospora spinosa ingår i släktet Massospora och familjen Entomophthoraceae.   Inga underarter finns listade i Catalogue of Life.